# Libellago rufescens
Libellago rufescens är en trollsländeart som först beskrevs av Selys 1873.  Libellago rufescens ingår i släktet Libellago och familjen Chlorocyphidae. IUCN kategoriserar arten globalt som livskraftig. Inga underarter finns listade i Catalogue of Life.